# Lista de membros correspondentes da Academia Brasileira de Ciências empossados em 2019
Esta lista contém os nomes dos membros correspondentes da Academia Brasileira de Ciências empossados em 2019. 
| Imagem | Nome                        | Datas de nascimento e falecimento | Local de nascimento     | Área de especialização | Alma mater     | Data de posse      | Conhecido por | Referências |
| ------ | --------------------------- | --------------------------------- | ----------------------- | ---------------------- | -------------- | ------------------ | ------------- | ----------- |
|        | Michael Tran Clegg          | 01 de agosto de 1941              | Pasadena, EUA           | Ciências Agrárias      | UCD, EUA       | 15 de maio de 2019 |               | [ 2 ]       |
|        | Luis Ángel Caffarelli       | 08 de dezembro de 1948            | Buenos Aires, Argentina | Ciências Matemáticas   | UBA, Argentina | 15 de maio de 2019 |               | [ 3 ]       |
|        | Ricardo Alberto Baeza Yates | 21 de março de 1961               | Chile                   | Ciências da Engenharia | UCh, Chile     | 15 de maio de 2019 |               | [ 4 ]       |